# Vulsor occidentalis
Vulsor occidentalis là một loài nhện trong họ Ctenidae.
Loài này thuộc chi Vulsor. Vulsor occidentalis được Cândido Firmino de Mello-Leitão miêu tả năm 1922.